# ديفيد ديكي
ديفيد ديكي (بالإنجليزية: David Dickey)‏ هو إحصائي وأستاذ جامعي أمريكي، ولد في 22 ديسمبر 1945 في أوهايو في الولايات المتحدة.